# Злым ветром
«Злым ветром» — роман Аркадия Адамова в жанре детектива, первая часть трилогии «Инспектор Лосев», включающей также романы «Петля» и «На свободное место». Был написан в начале 1970-х годов и выпущен отдельным изданием в 1975 году «Молодой гвардией». Удостоен премии Всесоюзного литературного конкурса Министерства внутренних дел СССР, Союза писателей СССР и Госкомиздата СССР, посвящённого 60-летию советской милиции в 1977 году. Трилогия «Инспектор Лосев» награждена Золотой медалью имени Героя Советского Союза Н. Кузнецова за лучшее героико-приключенческое произведение, учреждённой СП РСФСР. Предшествующие приключения сотрудника МУРа Виталия Лосева описаны в повестях «След лисицы» и «Круги по воде».

## Сюжет
Часть I «Гастролёр». В московских гостиницах происходит серия однотипных краж имущества постояльцев высококлассных номеров. В последнем случае преступник совершил попытку убийства горничной, случайно зашедшей в «люкс». Фоторобот, разосланный в крупные города СССР, позволяет предположительно установить фамилию вора — Мушанский. По числящемуся среди украденного платью, которое чуть позже было сдано в комиссионный магазин, старший лейтенант Лосев находит первую фигурантку дела — Варвару Глотову. Девушка признаёт, что согласилась на эту услугу с целью заработка по просьбе некоего приезжего. Она же вспомнила, что этот Михаил Семёнович подвёз её домой на такси, а сам отправился на Плющиху. В этом районе Москвы был установлен круг лиц, предположительно связанных с криминальной средой. Наиболее интересной фигурой показался портной Семён Худыш и его жена Элеонора. В их окружении районные милиционеры опознали по фотографии Мушанского. В это время тот назначает встречу Варваре. Та не сразу, но соглашается пойти на неё вместе с Виталием Лосевым. Оперативники задерживают преступника.
Часть II «Квадрат сложности». Для полного завершения дела следователям не хватает описи похищенного Мушанским в последнем эпизоде. Пострадавший гость столицы — Иван Капитонович Николов, тогда поспешно выбыл из гостиницы в аэропорт ещё до прибытия оперативников на место преступления. Запрос по месту его прописки в Пензе показал, что домой он не вернулся. Спустя время сам Иван Капитонович обратился к пензенским милиционерам с заявлением о пропаже паспорта. Опросом горничных установлено, что гостиницу спешно покинул не настоящий Николов. По оставленным в номере записке с расчётами и заказанным междугородным разговорам у следователей достаточно оснований полагать о наличии фактов совершённых и готовящихся экономических преступлений. Выявленная фамилия — Зурих, выводит сыщиков на сеть теневых коммерсантов и спекулянтов. Главный след тянется в Одессу. Там Виталий Лосев и лейтенант милиции Елена Златова внедряются в криминальную среду под видом праздных обеспеченных москвичей. Милиционеры задерживают всю банду в результате продуманной операции, в ходе которой Лосев серьёзно ранен. По ходу всего романа автор рассматривает истории личных отношений героев: романтических у Виталия и Светланы, собирающихся пожениться; сложных у Аллы и Игоря Откаленко, подающих на развод.

## Дополнительная информация
- Роман экранизирован в 1982 году на киностудии имени А. Довженко.